# Hornborgasjön
Hornborgasjön är en insjö i Västergötland, belägen cirka 15 kilometer sydöst om Skara. Den räknas som en av Sveriges rikaste fågelsjöar och är särskilt känd för att tranor årligen dansar här. Sjön och dess omgivningar är sedan 1999 naturreservat benämnt Naturreservatet Hornborgasjön. Sjön har en yta på 28 kvadratkilometer och natura 2000-området är 40 kvadratkilometer stort.

## Namn
Det nuvarande namnet är belagt först sedan 1700-talet och kommer av Hornborga socken. Sjöns tidigare namn, Lonen, Lunden var ursprungligen Lodhne, 'luden', alltså 'bevuxen med vattenväxter'.

## Historik
Hornborgasjön bildades för ungefär 10 000 år sedan när inlandsisen smälte. Man har funnit rester av bosättningar i området som daterats vara 1 000 år yngre då Hornborgasjön fortfarande var en havsvik. På en boplats vid sjön har det hittats hundgravar från cirka 8000 f.kr.
För cirka 2 000 år sedan bildades de första byarna i området som exempelvis Tranum, Bjällum, Bolum och Hornborga.
Under medeltiden anlades Varnhems och Gudhems kloster i området. Båda klostren hämtade sin fisk från sjön.
1892 sattes ångbåten Ellen i trafik på Hornborgasjön. Den hade sin hemmahamn vid Almeö och turen gick Sätuna–Bjurum–Härlingtorp. Några bryggor att lägga till vid fanns inte och då Ellen var ganska djupgående fick passagerarna ro ut till båten eller låta sig bäras ut om man inte ville vada ut till båten. Trafiken pågick i fyra år, därefter började Hornborgasjön att bli allt grundare och trafiken fick upphöra.

### Sänkning och restaurering
I början av 1800-talet rådde det svält i Sverige. Med tankar om att skapa bättre betesmark runt sjön genomfördes den första sänkningen av vattennivån i sjön 1802. Efter detta genomfördes ytterligare fyra sänkningar fram till 1933 med de två största påbörjade 1841 och 1872. Sjöns yta minskade från 28 km² till mindre än 4 km² men istället för åkermark växte sjön igen, bladvassen ökade och området blev till ett träsk, bland annat på grund av de ymniga vårflödena.
Trots sänkningarna under 1800-talet räknades Hornborgasjön fortfarande vid 1800-talets slut som en av Nordeuropas förnämsta fågelsjöar. Men efter de sista sänkningen 1933 resulterade den minskade vattenmängden i att sjön och våtmarkssystemet utarmades. 1965 fick naturvårdsverket i uppdrag att utreda möjligheten att återställa Hornborgasjön. En restaurering av sjön påbörjades och mellan 1992 och 1995 höjdes vattenytan med ett genomsnitt på 0,9 meter. En av de drivande krafterna var tandläkaren och ornitologen Per Olof Swanberg. Restaureringen omfattade bland annat att man öppnade upp det ursprungliga utloppet där en damm upprättades för vattenreglering, att 11 km kanaler lades igen, att 1 200 hektar bladvass och 800 ha träd röjdes bort, och att betes- och slåtterbruket återetablerades längs sjöns stränder. Den totala kostnaden för arbetet med restaureringen mellan åren 1965–1995 räknas till 200 miljoner kronor i 2008 års penningvärde.

## Fågellivet
Hornborgasjön är allmänt mest känd för den stora mängd tranor (Grus grus) som stannar till där på våren för att vila och äta innan de flyger vidare till sina häckplatser i mellersta Sverige och Norge. De rastar där också under andra halvan av året, innan de flyger söderut till sina vinterkvarter i Spanien. Rekordet är från 3 april 2019 då 27 300 individer fanns på platsen. Det gamla rekordet, 26 500, var från 3 april 2012.
Sjön har idag ett rikt fågelliv med speciellt dykänder och doppingar. De senare finns representerade med Sveriges alla fem häckande arter, där skäggdopping och gråhakedopping är vanligast och den mest spektakulära är svarthalsad dopping som 2007 häckade med 135 par. Utöver dykänder och doppingar häckar där ett antal vadare och simänder och sedan 1980 har det häckat 54 olika arter av våtmarksfåglar. I bladvassen runt sjön häckar bland annat trastsångare, rördrom och vattenrall. En nyhet efter restaureringen är också att det årligen ruggar 10 000 grågäss fram till slutet av juni.
Ett bra ställe att studera fåglar är vid utloppet, där Hornborgasjöns vatten rinner över till ån Flian. På grund av att vattnet aldrig fryser i denna del av Hornborgasjön är det en bra plats för att titta på fåglar året om. Man kan bland annat se sothöns, vigg, salskrake, sångsvan, gråhakedopping, skäggmes, rördrom, ägretthägern, svarthalsad dopping, knölsvan och havsörn. Ore backar är en vandringsled som går vid en del av Hornborgasjön.  På sjöns östra sida, nära Broddetorp, finns ett Naturum, där naturen kring sjön visas.

## Galleri

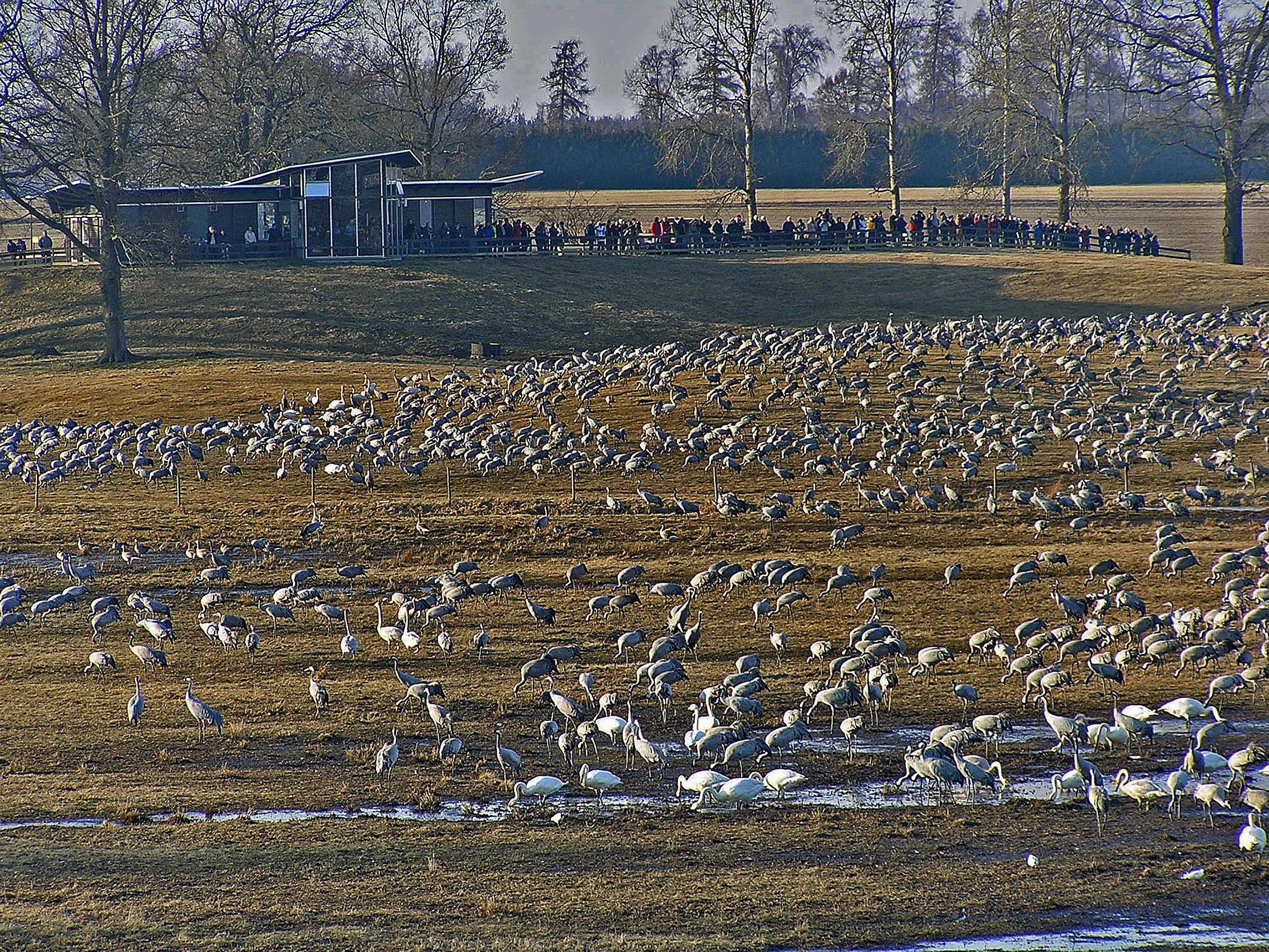
Trandansen vid Hornborgasjön.
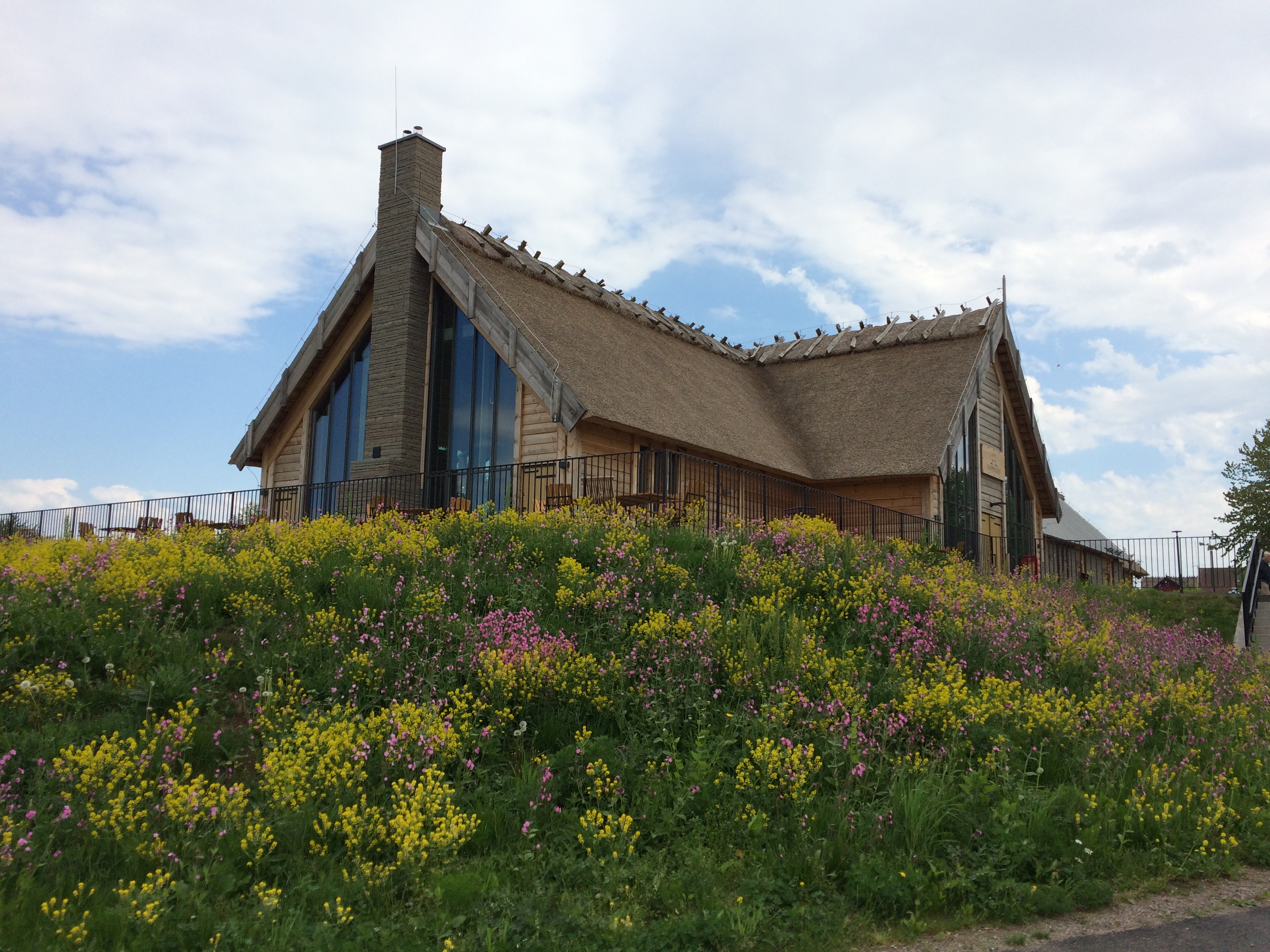
Doppingen med café och samlingssal vid Naturum.
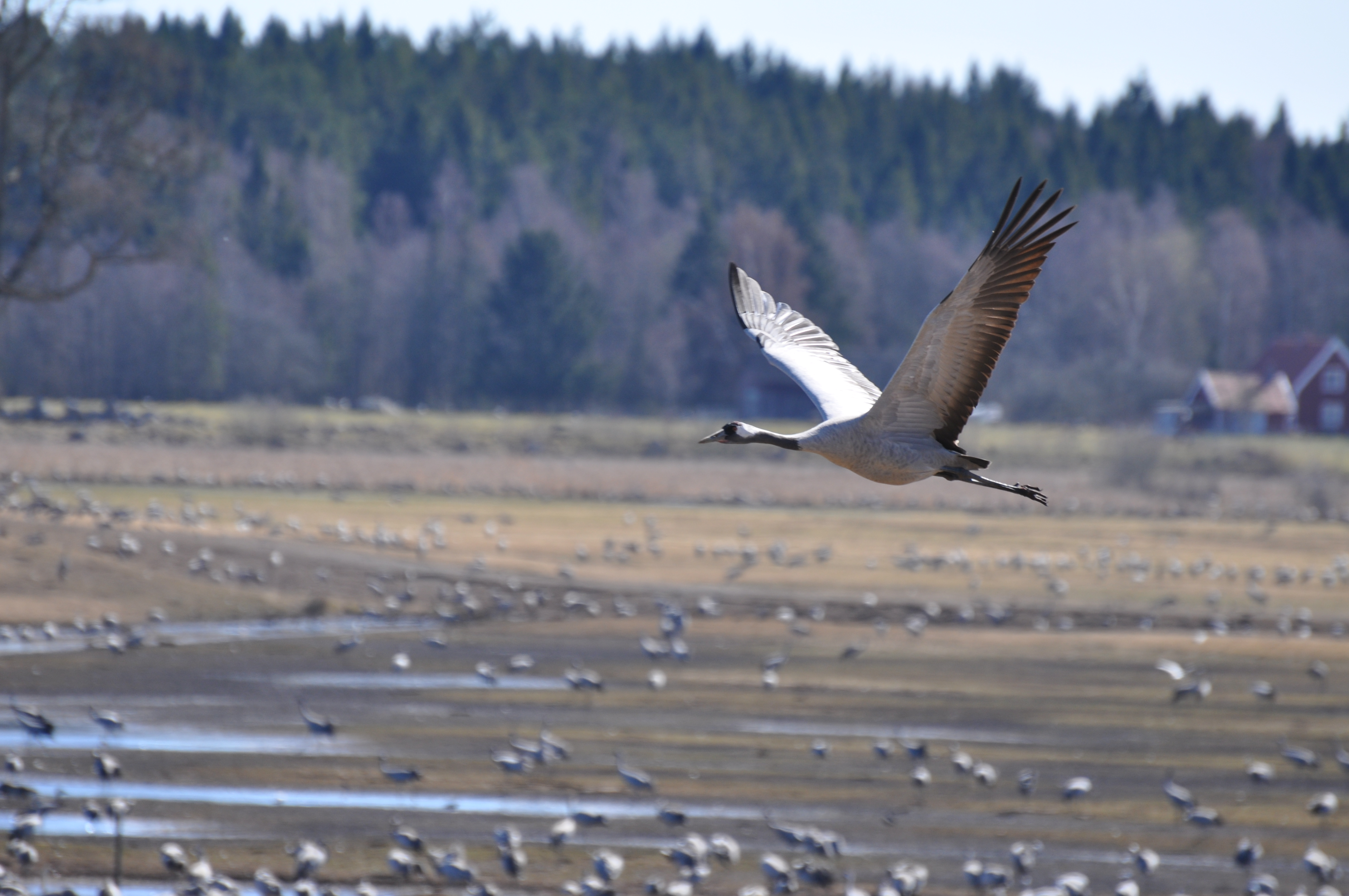
Trana över trandansen
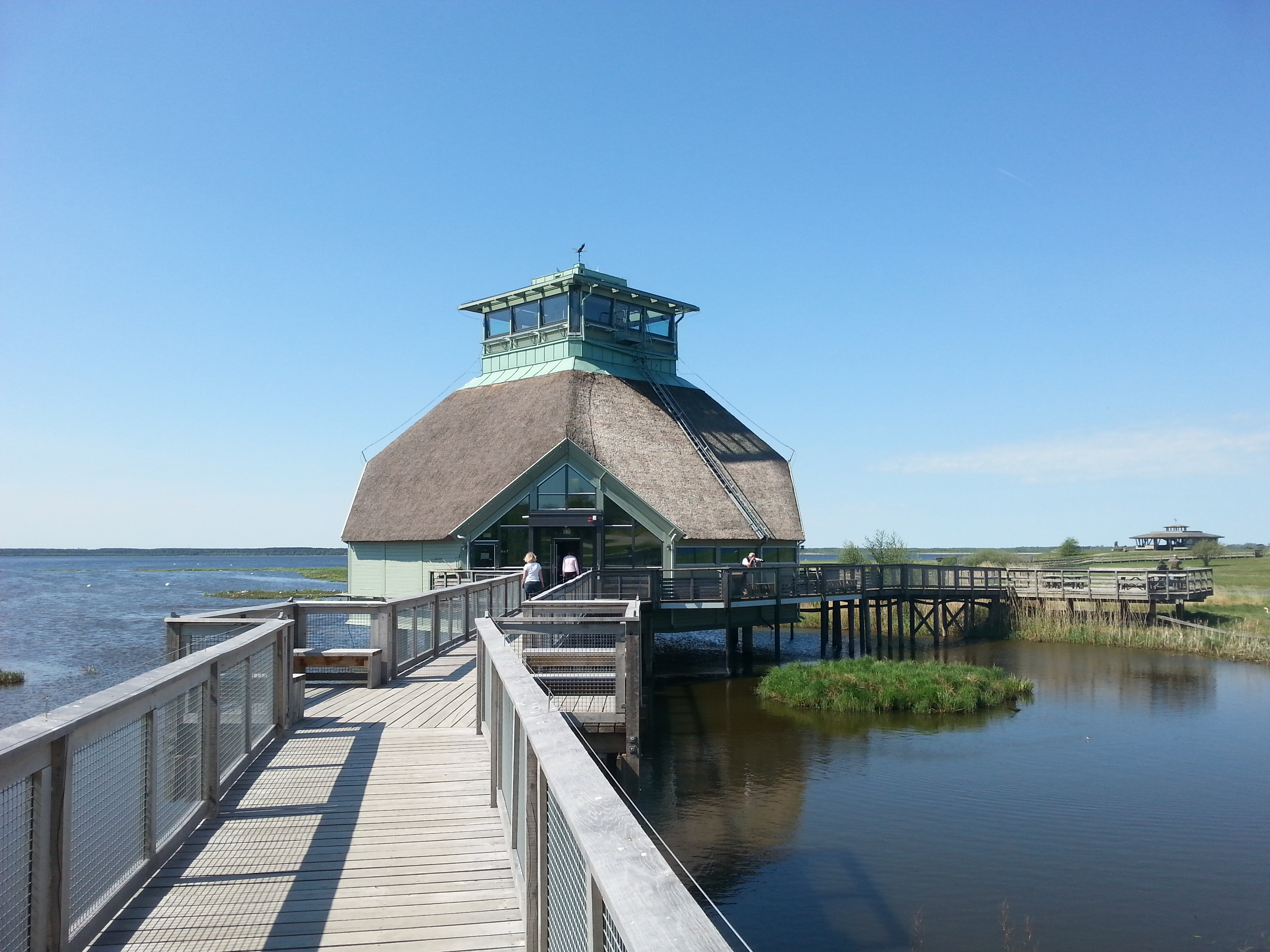
Naturum vid Hornborgasjöns östra sida, nära Broddetorp.
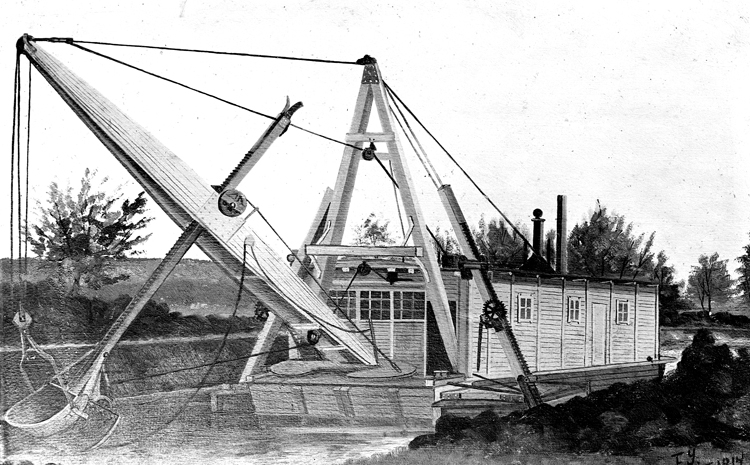
Oljemålning av skopmudderverk i Hornborgasjön.
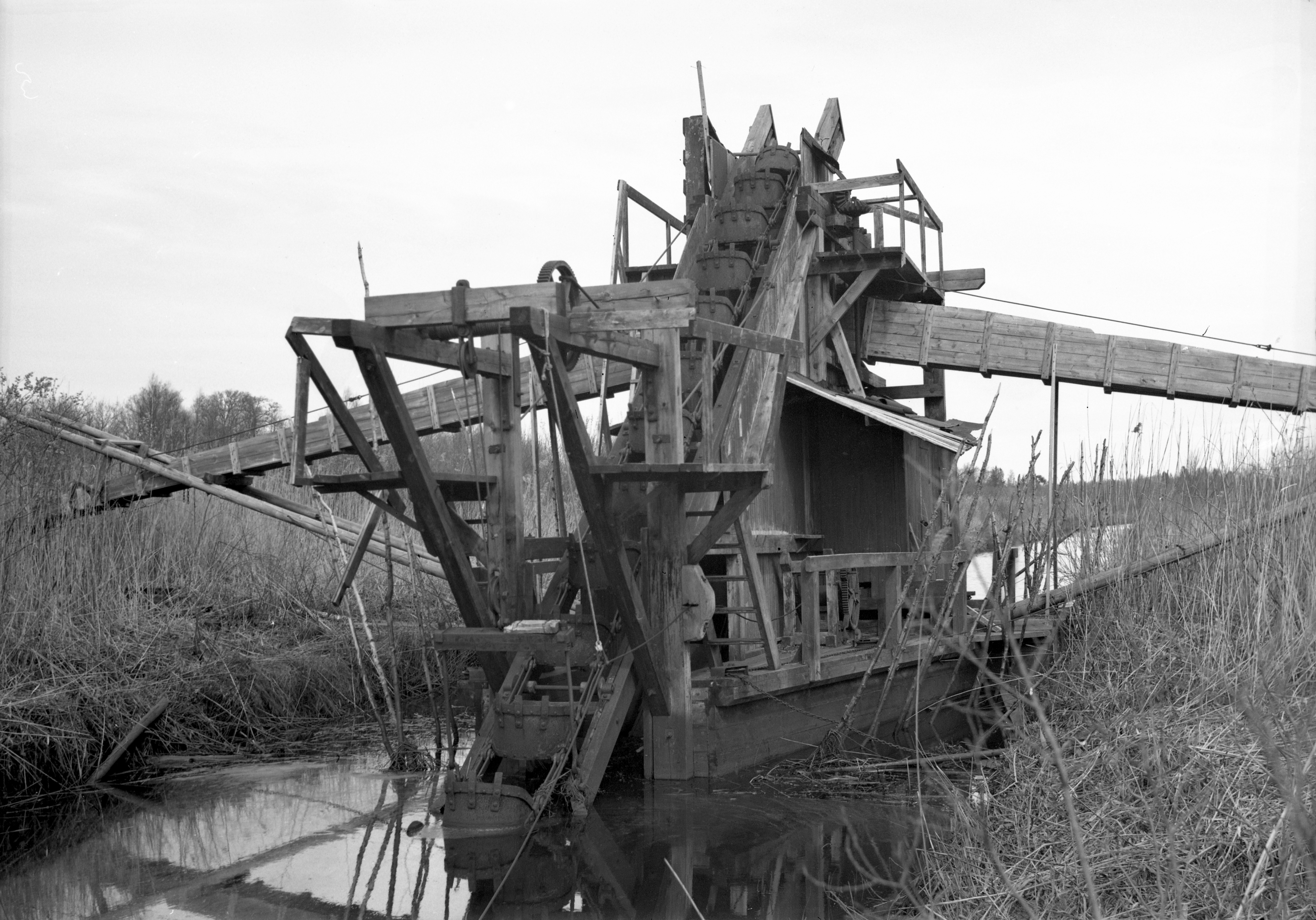
Paternostermudderverk i Hornborgasjön 1938.